# Sibotherium
Sibotherium is een geslacht van uitgestorven luiaards uit de familie Megatheriidae. Het is een grondluiaard en de soort kwam voor in het Mioceen van zuidelijk Midden-Amerika.

## Fossiele vondsten
Fossielen van Sibotherium zijn gevonden in de Curré-formatie in de provincie Puntarenas van Costa Rica. De vondsten zijn 5,8 miljoen jaar oud en dateren uit het Laat-Hemphillian, vallend binnen het Laat-Mioceen. Het holotype is een linker sprongbeen en het werd in 2020 beschreven. Verder zijn skeletdelen van enkele individuen van Sibotherium gevonden, te weten gedeeltelijke onderkaken, kiezen, een sleutelbeen en delen van de poten, handen en voeten.
De geslachtsnaam bestaat uit Sibö, de goede schepper in de Bribri-mythologie, en therios, Grieks voor beest. Sibö maakte in het begin de Aarde, het land, de dieren en de planten volgens de mythen van de Bribri, de oorspronkelijke bewoners van het zuiden van Costa Rica. Voor deze naam werd gekozen omdat Sibotherium als een van de eerste Zuid-Amerikaanse migranten vorm gaf aan de nieuwe faunasamenstelling van Midden-Amerika. De soortaanduiding verwijst naar het Bribri-woord Ká, dat plaats betekent.

## Kenmerken
Sibotherium was een grote grondluiaard met een gewicht van meer dan 2.500 kilogram.

## Verwantschap
Binnen de familie Megatheriidae behoort Sibotherium tot de onderfamilie Megatheriine. De soort neemt een basale positie in binnen deze onderfamilie en Sibotherium is nauw verwant aan Megathericulus, Pyramiodontheroium en Anisodontherium.
Sibotherium is de oudst bekende vertegenwoordiger van de Megatheriidae die buiten Zuid-Amerika voorkwam en het leefde in zuidelijk Midden-Amerika op een moment dat de Panamese landengte nog niet gesloten was en er zo nog een zeestraat was tussen zuidelijk Midden-Amerika en het noordwesten van Zuid-Amerika. Verondersteld wordt dat Sibotherium of diens voorouder zuidelijk Midden-Amerika bereikte over een tijdelijke landbrug in een periode met daling van de zeespiegel, het opkomen van het land door tectoniek of door een combinatie van beide.